# Katherine Merrill
Katherine Merrill (1876–1962) foi uma artista americana.
O seu trabalho encontra-se incluído nas coleções do Museu Smithsoniano de Arte Americana, do Museu de Belas Artes de San Francisco e do Art Institute of Chicago.